# Łosice
Łosice város Lengyelország keleti részén, a Mazóviai vajdaságban. Az azonos nevű Łosicei járás, és Łosice község székhelye. 1998-ig a Biała Podlaska-i vajdasághoz tartozott.  Lakosainak száma 7033 fő (2021. március 31.).